# Campeonato Sergipano de Futebol de 2025 - Série A3
O Campeonato Sergipano de 2025 - Série A3 será a 1ª edição desta competição futebolística organizada pela Federação Sergipana de Futebol (FSF). Os finalistas garantirão acesso à segunda divisão. Será disputada por clubes rebaixados da Série A2 de 2024 e novos integrantes. O calendário divulgado já traz especificado as datas dos períodos dos eventos da FSF. A medida foi adotada para que os clubes profissionais possam se programar para as competições que ocorrerão ao longo do ano incluindo a Série A3.

## Regulamento
A competição será disputada em quatro fases contendo 14 clubes participantes, formando dois grupos regionalizados e irão se enfrentar em um único turno totalizando 6 jogos. Os 4 primeiros colocados se classificam para a Fase Final que será compostas por quartas de finais e semifinais com jogos de ida e volta, e os vencedores jogarão a final em partida única, o finalistas serão promovidos para a Série A2 de 2026.
O campeão irá embolsar R$ 30 mil reais e o acesso a Série A2 de 2026, o vice-campeão irá embolsar R$20 mil reais e o acesso a segunda vaga a Série A2 de 2026.
Em caso de empate entre duas ou mais equipes, serão adotados estes critérios de desempate:
1. Maior número de vitórias;
2. Maior saldo de gols;
3. Maior número de gols marcados;
4. Confronto direto;
5. Menor número de cartões vermelhos recebidos;
6. Menor número de cartões amarelos recebidos;
7. Sorteio.

## Equipes participantes

### Informações das equipes
| Baixa | Equipes rebaixadas da Série A2 de 2024 |

## Primeira fase

### Grupo A
| Pos | Equipe                  | Pts | J | V | E | D | GP | GC | SG | Classificação ou descenso       |  | ARA | CTB | FJV | PRO | STC | SOC | SPO |
| --- | ----------------------- | --- | - | - | - | - | -- | -- | -- | ------------------------------- |  | --- | --- | --- | --- | --- | --- | --- |
| 1   | Aracaju                 | 0   | 0 | 0 | 0 | 0 | 0  | 0  | 0  | Classificados para a Fase Final |  | —   |     |     | R–1 |     |     |     |
| 2   | Coritiba-SE             | 0   | 0 | 0 | 0 | 0 | 0  | 0  | 0  | Classificados para a Fase Final |  |     | —   |     |     | R–1 |     |     |
| 3   | Força Jovem Aquidabã    | 0   | 0 | 0 | 0 | 0 | 0  | 0  | 0  | Classificados para a Fase Final |  |     |     | —   |     |     | R–1 |     |
| 4   | Propriá                 | 0   | 0 | 0 | 0 | 0 | 0  | 0  | 0  | Classificados para a Fase Final |  |     |     |     | —   |     |     |     |
| 5   | Santa Cruz de Riachuelo | 0   | 0 | 0 | 0 | 0 | 0  | 0  | 0  | Eliminados                      |  |     |     |     |     | —   |     |     |
| 6   | Socorrense              | 0   | 0 | 0 | 0 | 0 | 0  | 0  | 0  | Eliminados                      |  |     |     |     |     |     | —   |     |
| 7   | Sport-SE                | 0   | 0 | 0 | 0 | 0 | 0  | 0  | 0  | Eliminados                      |  |     |     |     |     |     |     | —   |

#### Confrontos
Primeira rodada
| 6 ou 7 de setembro | Aracaju | – | Propriá | A definir                            |  |
| 15:15 (UTC−3)      |         |   |         | Estádio: A definir Público: pagantes |  |

| 6 ou 7 de setembro | Coritiba-SE | – | Santa Cruz de Riachuelo | A definir                            |  |
| 15:15 (UTC−3)      |             |   |                         | Estádio: A definir Público: pagantes |  |

| 6 ou 7 de setembro | Força Jovem Aquidabã | – | Socorrense | A definir                            |  |
| 15:15 (UTC−3)      |                      |   |            | Estádio: A definir Público: pagantes |  |

### Grupo B
| Pos | Equipe        | Pts | J | V | E | D | GP | GC | SG | Classificação ou descenso       |  | AMA | BOT | BOQ | EST | MAR | RIA | STJ |
| --- | ------------- | --- | - | - | - | - | -- | -- | -- | ------------------------------- |  | --- | --- | --- | --- | --- | --- | --- |
| 1   | Amadense      | 0   | 0 | 0 | 0 | 0 | 0  | 0  | 0  | Classificados para a Fase Final |  | —   |     | R–1 |     |     |     |     |
| 2   | Botafogo-SE   | 0   | 0 | 0 | 0 | 0 | 0  | 0  | 0  | Classificados para a Fase Final |  |     | —   |     | R–1 |     |     |     |
| 3   | Boquinhense   | 0   | 0 | 0 | 0 | 0 | 0  | 0  | 0  | Classificados para a Fase Final |  |     |     | —   |     |     |     |     |
| 4   | Estanciano    | 0   | 0 | 0 | 0 | 0 | 0  | 0  | 0  | Classificados para a Fase Final |  |     |     |     | —   |     |     |     |
| 5   | Maruinense    | 0   | 0 | 0 | 0 | 0 | 0  | 0  | 0  | Eliminados                      |  |     |     |     |     | —   |     |     |
| 6   | Riachão       | 0   | 0 | 0 | 0 | 0 | 0  | 0  | 0  | Eliminados                      |  |     |     |     |     |     | —   | R–1 |
| 7   | Sete de Junho | 0   | 0 | 0 | 0 | 0 | 0  | 0  | 0  | Eliminados                      |  |     |     |     |     |     |     | —   |

#### Confrontos
Primeira rodada
| 6 ou 7 de setembro | Riachão | – | Sete de Junho | A definir                            |  |
| 15:15 (UTC−3)      |         |   |               | Estádio: A definir Público: pagantes |  |

| 6 ou 7 de setembro | Botafogo-SE | – | Estanciano | A definir                            |  |
| 15:15 (UTC−3)      |             |   |            | Estádio: A definir Público: pagantes |  |

| 6 ou 7 de setembro | Amadense | – | Boquinhense | A definir                            |  |
| 15:15 (UTC−3)      |          |   |             | Estádio: A definir Público: pagantes |  |

## Fase final
Em itálico, as equipes que possuem o mando de campo no primeiro jogo do confronto ou no jogo único. Em negrito, as classificadas.
|  | Quartas-de-final | Quartas-de-final | Quartas-de-final | Quartas-de-final |   |  | Semifinais | Semifinais | Semifinais | Semifinais |  |  | Final    | Final    | Final    | Final    |
|  | Outubro          | Outubro          | Outubro          | Outubro          |   |  | Outubro    | Outubro    | Outubro    | Outubro    |  |  | Novembro | Novembro | Novembro | Novembro |
|  |                  |                  |                  |                  |   |  |            |            |            |            |  |  |          |          |          |          |
|  |                  |                  |                  | '                |   |  |            |            |            |            |  |  |          |          |          |          |
|  |                  |                  |                  | '                |   |  |            |            |            |            |  |  |          |          |          |          |
|  |                  |                  |                  |                  | ' |  |            |            |            |            |  |  |          |          |          |          |
|  |                  |                  |                  |                  |   |  |            |            |            |            |  |  |          |          |          |          |
|  |                  |                  |                  |                  | ' |  |            |            |            |            |  |  |          |          |          |          |
|  |                  |                  |                  | '                |   |  |            |            |            |            |  |  |          |          |          |          |
|  |                  |                  |                  |                  |   |  |            |            |            |            |  |  |          |          |          |          |
|  |                  |                  |                  | '                |   |  |            |            |            |            |  |  |          |          |          |          |
|  |                  |                  |                  |                  |   |  |            |            |            |            |  |  |          | '        |          |          |
|  |                  |                  |                  | '                |   |  |            |            |            |            |  |  |          |          |          |          |
|  |                  |                  |                  | '                |   |  |            |            |            |            |  |  |          |          |          |          |
|  |                  |                  |                  | '                |   |  |            |            |            |            |  |  |          |          |          |          |
|  |                  |                  |                  |                  | ' |  |            |            |            |            |  |  |          |          |          |          |
|  |                  |                  |                  |                  |   |  |            |            |            |            |  |  |          |          |          |          |
|  |                  |                  |                  |                  | ' |  |            |            |            |            |  |  |          |          |          |          |
|  |                  |                  |                  | '                |   |  |            |            |            |            |  |  |          |          |          |          |
|  |                  |                  |                  |                  |   |  |            |            |            |            |  |  |          |          |          |          |
|  |                  |                  |                  | '                |   |  |            |            |            |            |  |  |          |          |          |          |